# Quelli di Grock

Quelli di Grock nel film Ratataplan (1979)

Quelli di Grock è stata una compagnia teatrale di Milano. Fondata nel 1974, ha operato per oltre 40 anni fino alla liquidazione, avvenuta nel 2015 ad opera della Fondazione Litta. Da allora, la compagnia è confluita dentro Manifatture Teatrali Milanesi, mentre l’omonima scuola di teatro opera ancora col nome di Grock - Scuola di Teatro.

## I primi anni
Fu fondata da tre ex allievi della scuola del Piccolo Teatro di Milano; Maurizio Nichetti, Gero Caldarelli e Osvaldo Salvi.
Il nome si rifà al celebre clown svizzero Grock. Tra i primi membri, oltre ai fondatori, vi fu Angela Finocchiaro. Nichetti, per molti anni, prima di dedicarsi all'attività cinematografica, partecipò a numerosi spettacoli della compagnia; il legame tra Nichetti e Quelli di Grock è evidente nel suo primo film da regista, Ratataplan, del 1979, dove il gruppo allestisce uno sgangherato spettacolo in una cascina del milanese.
Se nei primi anni la compagnia si era indirizzata verso spettacoli per bambini, in cui molto contavano le capacità mimiche e ludiche degli attori, complementari se non alternative al testo scritto, in seguito è stata sviluppata una produzione adatta anche ad un pubblico adulto. Tratti caratteristici della Compagnia sono da sempre la spiccata fisicità e l'attenzione ai linguaggi propri della pantomima e del teatro-danza, prestati negli ultimi anni alle riletture di alcuni dei più grandi classici della letteratura teatrale. Parallelamente all'attività di produzione teatrale grande importanza è sempre stata attribuita all'attività formativa, con una nota Scuola di Teatro.

## Direzione artistica e compagnia
Ad oggi la direzione artistica della compagnia è affidata a Valeria Cavalli, Claudio Intropido e Susanna Baccari, i cui spettacoli vengono proposti al Teatro Leonardo di Milano e in alcune tournée. Altri soci sono Francesco D'Agostino, Walter Intropido. Fino alla primavera del 2011 ne facevano parte anche gli attori Andrea Ruberti e Alessandro Larocca. Un regista e formatore storicamente legato alla Compagnia è Claudio Orlandini, direttore artistico dell'Associazione Culturale Comteatro, con sede a Corsico (MI).
Attori che sono o sono stati legati alla Compagnia, pur non essendone soci, sono Giulia Bacchetta, Maurizio Salvalalio, Fernanda Calati, Pietro De Pascalis, Debora Virello, Max Zatta, Alessandro Sampaoli, Brunella Andreoli, Manola Vignato, Antonio Brugnano, Gaddo Bagnoli, Bruna Serina de Almeida, Marco Oliva, Cristina Liparoto, Francesca Dipilato, Jacopo Fracasso, Elisa Rossetti, Maria Cristina Stucchi, Sabrina Marforio, Isabella Perego, Simone Severgnini, Clara Terranova, Andrea Lietti, Andrea Robbiano, Francesco Alberici.
Collaboratori storici sono anche il musicista polistrumentista Gipo Gurrado e il compositore Mauro Buttafava, dei quali sono stati editi anche alcuni album contenenti le colonne sonore degli spettacoli targati Quelli di Grock, tra i quali "Tempo di giochi" di Mauro Buttafava e "Località Palco" di Gipo Gurrado. Tra gli artisti affermatisi a livello professionistico, si annoverano Giorgio Faletti, Lella Costa, Fabrizio Fontana, il Mago Forrest e Alessandro Betti.

## Gli spazi e le attività
La possibilità di gestire in autonomia uno spazio stabile diede un forte impulso alla compagnia: dal 1990 al 1997 al Teatro Greco di Milano e dal 1999 al 2009 presso il Teatro Leonardo da Vinci di Milano, in cooperazione con Teatridithalia (Elfo PortaRomana Associati). Successivamente, con la confluenza della Compagnia dell'Elfo presso il nuovo teatro multisala ElfoPuccini di corso Buenos Aires, Quelli di Grock mantennero in autonomia la gestione del Teatro Leonardo, del quale hanno curato la direzione artistica e organizzativa  dalla stagione 2009/10 fino alla stagione 2015/16.
A partire dalla stagione successiva, la gestione del teatro è stata presa in carico dalla Fondazione Palazzo Litta insieme al resto delle attività della compagnia. Sin dagli inizi, la Compagnia ebbe anche intenti pedagogici, che negli anni trovarono sbocco nella realizzazione di spettacoli a tema sociale per i più piccoli, che portarono sui palcoscenici italiani e all'estero storie di anoressia, bullismo, violenza e dipendenze. Agli spettacoli andavano inoltre a sommarsi altri progetti speciali e la realizzazione di attività laboratoriali di vario genere presso le scuole.

## Grock - Scuola di Teatro
La Scuola di Teatro Quelli di Grock, nata in contemporanea con la compagnia teatrale, vede ogni anno il passaggio di circa 600 alunni frequentanti i vari corsi dedicati ad appassionati di tutte le età. Fiore all'occhiello della struttura è il Quadriennio Professionalizzante, un corso riservato a maggiorenni che desiderano fare della recitazione il proprio mestiere. Dopo un primo anno ad accesso libero, il meccanismo dei provini, presieduti dagli insegnanti e dalla Direzione Artistica della Compagnia, regolamenta l'accesso agli anni successivi. Il Quarto Anno di questo percorso viene offerto dalla Scuola sotto forma di borsa di studio ai 6 attori dimostratisi più meritevoli, che entrano poi spesso a far parte della Compagnia stessa o di altre compagnie teatrali professionistiche.
Quando le attività della compagnia cessarono e confluirono nella neonata MTM e il nome Quelli di Grock cessò di essere utilizzato per quanto riguarda l’attività di produzione teatrale, la struttura della scuola venne mantenuta invariata, con la piccola variazione nel nome in Grock - Scuola di teatro. Ad oggi la direzione formativa è affidata a Debora Virello, Susanna Baccari e Pietro De Pascalis, soci di Manifatture Teatrali Milanesi, il progetto artistico di cui fa parte la scuola. Tra i diplomati in borsa di studio del Quarto Anno corso attori, emergono tra gli altri i nomi dei premi Ubu Claudia Marsicano e Francesco Alberici. Altri nomi di attori legati alla scuola sono Davide Calgaro e Simone Di Scioscio.

## Da Caos a Caos (remix)
La Compagnia Quelli di Grock era particolarmente nota per lo spettacolo manifesto della sua poetica teatrale, intitolato Caos. Nato nel 1987 con il titolo Istruzioni per l'uso è successivamente diventato noto al grande pubblico appunto come "Caos" fino a quando, durante la Stagione Teatrale 2011/12 è stato riproposto sul palcoscenico del Teatro Leonardo da Vinci di Milano con il titolo Caos (remix). Il nuovo allestimento consta di 10 attori diplomati presso la Scuola di Teatro di Quelli di Grock (Francesco Alberici, Andrea Battistella, Ludovico D'Agostino, Jacopo Fracasso, Andrea Lietti, Isabella Perego, Maria Cristina Stucchi, Clara Terranova, Melissa Valtulini, Simone Severgnini) e rappresenta un vero e proprio passaggio di testimone generazionale.
Nuove scene sono state studiate appositamente per la versione remix, ma l'anima dello spettacolo è rimasta intatta, inclusa la scena finale che da sempre entusiasma il pubblico di tutte le età. Lo spettacolo "Caos", nella sua versione originale, è stato oggetto di una lunga tournée per il mondo, ed è stato tradotto per l'occasione in numerose lingue (tra le quali inglese, spagnolo e portoghese). Proprio l'intervallo compreso tra questi due diversi allestimenti è raccontato in un libro fotografico dal titolo QUELLI DI GROCK story, pubblicato nel giugno 2013, che raccoglie le foto di scena scattate da Roberto Rognoni fotografo ufficiale della Compagnia.

## Cinquant'anni di attività
Essendo stata fondata nel 1974, la Compagnia festeggiò quarant'anni di attività teatrale nel 2014. Per questo motivo, tutta la Stagione 2013/14 del Teatro Leonardo fu dedicata all'avvenimento. Il 13 aprile 2014 presso il Teatro si svolse anche una serata-evento, ideata e condotta da Maurizio Nichetti, durante la quale il fondatore ripercorse i primi cinque anni della Compagnia, dalla cantina in zona corso Lodi nella quale si faceva lezione di mimo sino al successo mondiale del film Ratataplan. La serata era intitolata Non sempre si nasce sotto un cavolo e, oltre allo stesso Nichetti, prevedeva un accompagnamento musicale dal vivo di Gaetano Liguori.

## Alcuni spettacoli
- Spariamo alle farfalle
- Felice e Carlina
- La città degli animali
- Giochiamo che io ero
- Vieni nel mio sogno
- Dudu Dada
- Caos
- Cinema Cinema
- La clé du chapiteau
- Nero
- Moby - Viaggio a balene
- Ze sciò masgoòn
- La bisbetica domata
- Quasi perfetta - uno spettacolo sull'anoressia
- Senzacoda
- Io me ne frego!
- L'omino del pane
- L'omino della mela
- Data di nascita
- Mappamondi
- Con la testa tra le nuvole
- La regina della neve
- La locandiera
- Il malato immaginario
- La bottega del caffè
- Molto rumore per nulla
- Amleto
- Sogno di una notte di mezza estate
- Caos (remix)
- Come un kiodo nella testa
- Renzo e Lucia (Questo matrimonio non s'ha da fare)
- Home Sweet Home
- La trilogia della villeggiatura
- La vita è sogno
- Enrico IV
- Risveglio di primavera
- L'avaro
- Cyrano sulla Luna (produzione Facchetti - De Pascalis)
- Fuori Misura (il Leopardi come non ve l'ha mai raccontato nessuno)
- Il barbiere di Siviglia (opera rock)
- Il giardino
- A parole - Cosa saresti disposto a fare pur di non scomparire?